# كم جونغ نام
كيم جونغ-نام (10 مايو 1971 – 13 فبراير 2017)، هو الابن الأكبر لزعيم كوريا الشمالية السابق كيم جونغ إيل. كان يُنظر إليه بين عامي 1994 و2001 باعتباره الوريث المحتمل لخلافة والده. لكن مكانته تراجعت بعد حادثة عام 2001 حين حاول دخول اليابان بجواز سفر مزوّر لزيارة ديزني لاند في طوكيو، ما سبب إحراجًا للنظام. ومع ذلك، قال كيم لاحقًا إن تراجع حظوظه في تولي الحكم كان بسبب دعوته إلى الإصلاح السياسي.
نُفي كيم جونغ-نام من كوريا الشمالية حوالي عام 2003، وأصبح من حين لآخر ناقدًا لنظام عائلته. وتم تعيين شقيقه غير الشقيق من جهة الأب كيم جونغ أون، وريثًا للسلطة في سبتمبر 2010. وفي 13 فبراير 2017، اغتالت حكومة كوريا الشمالية كيم جونغ-نام باستخدام غاز الأعصاب في إكس في ماليزيا، بعد محاولات سابقة فاشلة لاغتياله.
وفي 10 يونيو 2019، ذكرت صحيفة وول ستريت جورنال أن مسؤولين أمريكيين سابقين أكدوا أن كيم جونغ-نام كان على اتصال بوكالة الاستخبارات المركزية الأمريكية.

## وصلات خارجية
- After Kim Jong Il
- Gallery on Kim
- Japan expels North Korean leader's 'son'
- "Rare interview with Kim Jong-Il's son", BBC, June 7, 2009 (video)